# 桑原虎雄
桑原 虎雄（くわばら とらお、1887年（明治20年）10月26日 - 1975年（昭和50年）6月5日）は、日本の海軍軍人。最終階級は海軍中将。

## 略歴
神職・桑原楯雄の子として東京で生まれる。寺内正毅元帥の甥。東京府立一中を経て、1905年（明治38年）9月、第一高等学校を中退、1909年（明治42年）11月、海軍兵学校37期卒。
1918年（大正7年）、横須賀で飛行機から初めて魚雷発射を行なうテストの際、そのパイロットとして同期の小沢治三郎らの支持を受けた。航空魚雷の先駆けである。
1920年（大正9年）6月18日、海軍大尉の時、水上機母艦「若宮」からパップ艦上戦闘機を使って日本で初めての艦上発進に成功、横須賀海軍航空隊までの距離を飛んだ。1922年（大正11年）、戦艦「山城」の2番主砲塔上に設けられた滑走台からの発進にも成功した。
「龍驤」艦長、霞ヶ浦海軍航空隊副長兼教頭、横須賀航空隊司令、航空廠飛行実験部長などを歴任。
日中戦争（支那事変）においては、第2・第1連合航空隊司令官として重慶爆撃に参加。1941年（昭和16年）9月、第三航空戦隊司令官。太平洋戦争（大東亜戦争）開戦後は、1942年（昭和17年）4月、青島方面特別根拠地隊司令官に着任した。1943年（昭和18年）から1945年（昭和20年）まで軍需省新潟軍需管理本部長。
1947年（昭和22年）11月28日、公職追放の仮指定を受けた。